# كيشكاميت
كيشكاميت هي مدينة بامتيازات مقاطعة تقع في الجزء الأوسط من المجر. وهي ثامن أكبر مدينة في البلاد ومقر مقاطعة باتش-كيشكون.
تقع كيشكاميت في منتصف الطريق بين العاصمة بودابست ومدينة سيجد ثالث أكبر مدينة في البلاد على بعد 86 كيلومترًا (53 ميلًا) من كليهما وعلى مسافة متساوية تقريبًا من النهرين الكبيرين في البلاد وهما نهر الدانوب وتيسا وشمال مركزين من منطقة السهل العظيم الجنوبي المجري الذي يضم ثلاث مقاطعات. في 1 يناير 2016 بلغ عدد سكانها 110813 نسمة .

## مدن توأم
المدن التوأم:
- دورنبيرن
- Wadowice [الإنجليزية]‏
- آوموري، آوموري
- هوفينكا
- روسلسهايم
- كوفنتري
- تارغو موريش
- تيكيرداغ
- سيمفروبول
- بيريهوفي
- مدينة أركوي
- نهاريا
- فيبورغ
- غروسنهاين
- سوبتيتسا.

## أعلام
- أغنيس بابوس
- يوزيف بالا
- دورينا كورسوس
- زولتان كودالي
- كارولي بالزاي
- ناندور فازيكاس